# Mévergnies
Mévergnies (en picard Minvergnie) est une section de la commune belge de Brugelette située en Région wallonne dans la province de Hainaut. C'était une commune à part entière avant la fusion des communes de 1977.

## Évolution démographique
- Sources : INS, Rem. : 1831 jusqu'en 1970 = recensements, 1976 = nombre d'habitants au 31 décembre.

## Histoire

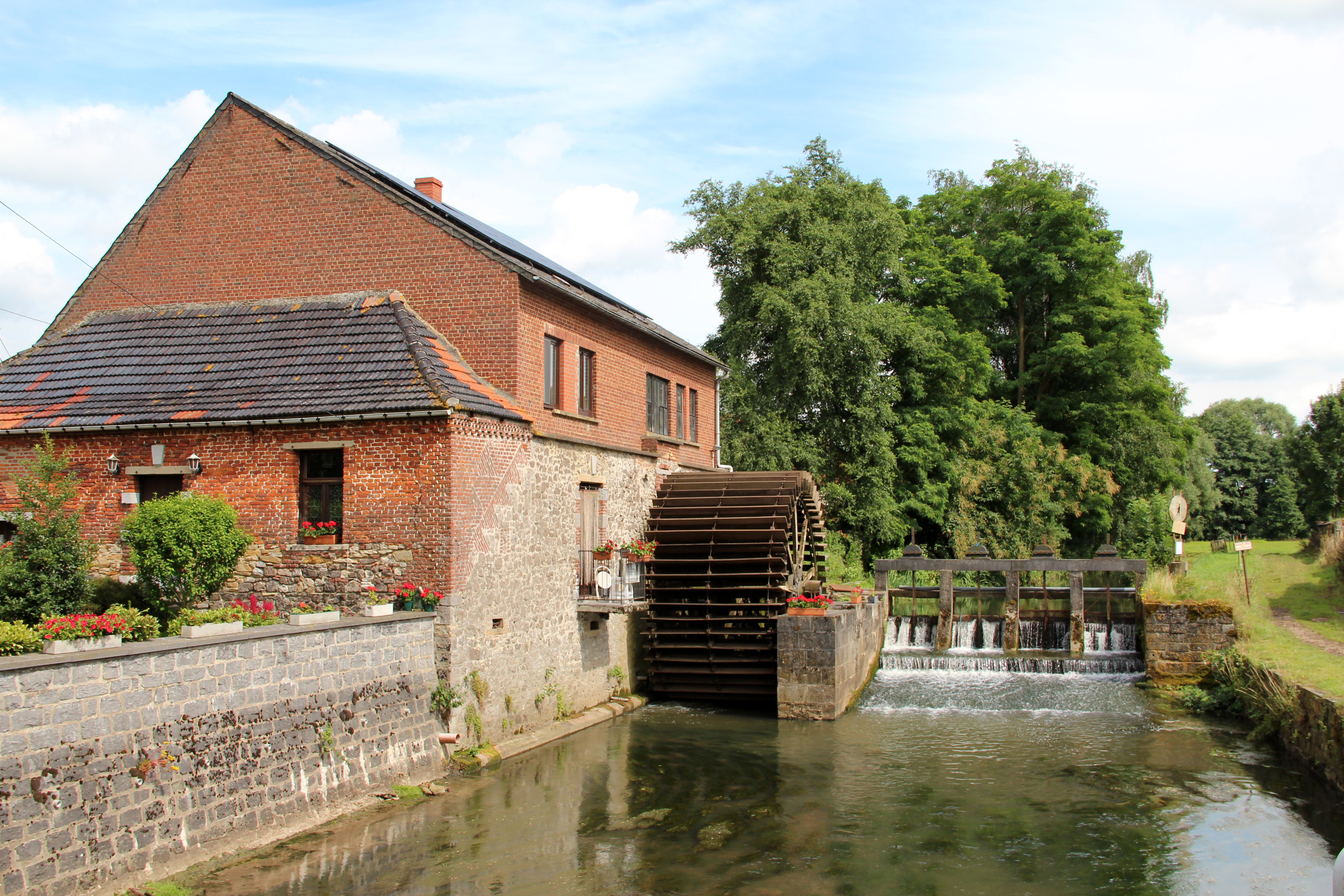
Le moulin Thully.